# Bacoor
Bacoor – miasto w Filipinach w regionie CALABARZON, na wyspie Luzon.
W 2010 roku liczyło 520 216 mieszkańców.